# Aphaereta pallipes
Aphaereta pallipes är en stekelart som först beskrevs av Thomas Say 1829.  Aphaereta pallipes ingår i släktet Aphaereta och familjen bracksteklar. Inga underarter finns listade i Catalogue of Life.